# Dzmitryj Kamarouski
Dzmitryj Alaksandrowicz Kamarouski, biał. Дзмітрый Аляксандровіч Камароўскі, ros. Дмитрий Александрович Комаровский, Dmitrij Aleksandrowicz Komarowski (ur. 10 października 1986 w Orszy, Białoruska SRR) – białoruski piłkarz, grający na pozycji pomocnika.

## Kariera piłkarska

### Kariera klubowa
W 2002 rozpoczął karierę piłkarską w podstawowej jedenastce BATE Borysów. W 2005 przeszedł do rosyjskiego Torpeda Moskwa. Potem z przerwami występował w Naftanie Nowopołock. W 2010 został piłkarzem Szachciora Soligorsk.

### Kariera reprezentacyjna
Występował w młodzieżowej reprezentacji Białorusi